# Por el mundo a los 80
Por el mundo a los 80 fue un programa de televisión de España producido por Boxfish y emitido por Antena 3 entre el 25 de julio y el 15 de agosto de 2019. El factual presentado por Arturo Valls era la adaptación del formato Around the World with 80-year-olds, distribuido internacionalmente por Talpa Media.

## Formato
Por el mundo a los 80 cuenta con seis hombres y mujeres mayores que nunca han salido de España y quieren viajar por el mundo para conocer otras culturas, visitar lugares exóticos, etc. De este modo, el programa cumplirá sus sueños mezclando la emotividad con el humor.

## Primera temporada (2019)

### Participantes
| Participante                  | Participante           | Lugar de procedencia | Edad    |
| ----------------------------- | ---------------------- | -------------------- | ------- |
|                               | Antonio Calvo Mosquera | Ferrol (La Coruña)   | 76 años |
| Francisco Moyano              | Córdoba                | 83 años              |         |
| Juan Francisco Cano           | Guadalupe (Cáceres)    | 80 años              |         |
| Justa Jiménez Núñez "Paquita" | Mataró (Barcelona)     | 76 años              |         |
| María Leiva Belmonte          | Fuengirola (Málaga)    | 83 años              |         |
| María Luisa Febrel            | Madrid                 | 80 años              |         |

### Audiencias
| N.º | Fecha de emisión     | Destinos           | Audiencia         |
| --- | -------------------- | ------------------ | ----------------- |
| 1   | 25 de julio de 2019  | Tanzania y Turquía | 1 133 000 (11,7%) |
| 2   | 1 de agosto de 2019  | Japón              | 1 096 000 (9,2%)  |
| 3   | 8 de agosto de 2019  | México             | 866 000 (8,0%)    |
| 4   | 15 de agosto de 2019 | Chile y Brasil     | 769 000 (8,8%)    |

## Audiencia media
| Edición                     | Temporada | Programas | Fecha | Cadena   | Espectadores | Cuota |
| --------------------------- | --------- | --------- | ----- | -------- | ------------ | ----- |
| [ 1 ] Por el mundo a los 80 | 1         | 4         | 2019  | Antena 3 | 966 000      | 9,4%  |